# Тиманина, Анжелика Игоревна
Анжели́ка И́горевна Тиманина (род. 26 апреля 1989, Свердловск) — российская синхронистка, бывший капитан олимпийской сборной России по синхронному плаванию. Член сборной Москвы. 11-кратная чемпионка мира. Олимпийская чемпионка 2012. Заслуженный мастер спорта России.

## Спортивная карьера
Синхронным плаванием начала заниматься в 5 лет в СДЮШОР № 19 г. Екатеринбурга. Переехала в Москву, где стала заниматься в СДЮШОР по подготовке олимпийского резерва «Труд».
В 2008 году в розыгрыше Мирового трофея Международной федерации водных видов спорта по синхронному плаванию сборная России выступала юниорским составом. Тиманина с Дарьей Коробовой в произвольной программе дуэтов стали третьими.
В 2009 году в составе сборной России дебютировала на чемпионате мира, проходившем в Риме, где выиграла две золотые медали в группе — в технической и произвольной программах.
В 2010 году на чемпионате Европы в Будапеште приняла участие в соревновании групп и комбинации, где российские спортсменки выиграли за явным преимуществом.
В 2011 году на чемпионате мира по водным видам спорта, проходившем в Шанхае (Китай) стала трёхкратной чемпионкой мира в соревновании групп и комбинации.
В 2012 году стала Олимпийской чемпионкой (Лондон) в соревнованиях групп.
В 2013 году на летней Универсиаде в Казани выиграла две золотые медали: в соревновании групп и комбинации.
В том же году на чемпионате мира в Барселоне стала победительницей в соревновании групп и комбинации.
В феврале 2014 года была названа самой светской спортсменкой России по версии журнала TATLER (Россия).

## Образование
В июне 2014 года с отличием (красный диплом) окончила Институт физической культуры Уральского государственного педагогического университета, г. Екатеринбург.
Аспирант Института физической культуры Уральского государственного педагогического университета, г. Екатеринбург.
В 2013 году поступила в Школу телевидения «Останкино» Московского института телевидения и радиовещания (МИТРО) на факультет «Ведущий теле- и радионовостей».

## Награды
- Орден Дружбы (13 августа 2012 года) — за большой вклад в развитие физической культуры и спорта, высокие спортивные достижения на Играх XXX Олимпиады 2012 года в городе Лондоне (Великобритания)[13].
- Заслуженный мастер спорта России (5 апреля 2010 года)[14].
- Почётная грамота Президента Российской Федерации (19 июля 2013 года) — за высокие спортивные достижения на XXVII Всемирной летней универсиаде 2013 года в городе Казани[15].